# Hospital de Sant Salvador
L'hospital de Sant Salvador és un edifici del Vendrell protegit com a bé cultural d'interès local.

## Descripció
És un edifici aïllat, rodejat per un jardí, el qual és tancat per una reixa. Els laterals de l'edifici presenten una sèrie de finestres amb arc rebaixats. La part del davant consta de tres plantes. Els baixos són fets amb carreus regulars de pedra i hi destaca una finestra. Els dos pisos superiors són fets de petits carreus irregulars amb dues grans pilastres adossades de pedra per banda, que recórrer tot el parament de les dues últimes plantes. Sobre els capitells de les esmentades pilastres descansa un fris rematat per una barana feta de maó, la qual descriu un gran triangle a la part central. Les obertures de les dues plantes superiors presenten finestres d'arc escarser rematades per motllures.

## Història
L'any 1880 es creà l'hospital del Santíssim Salvador, a la carretera de Santa Oliva. En l'actualitat és un asil, però han quedat petites les seves dependències